# Piazza Benedetto Cairoli
Piazza Benedetto Cairoli è una piazza di Roma, situata tra i rioni Regola e Sant'Eustachio.
La piazza prende il nome da Benedetto Cairoli (1825–1889), che peraltro aveva qui la sua residenza, nel palazzo Tanlongo, come ricorda anche la targa posta sul palazzo.
In precedenza era denominata Piazza Tagliacozza in onore di Isabella di Tagliacozzo (1241-1270), che sposò il condottiero Napoleone Orsini (morto nel 1282).

## Monumenti e luoghi d'interesse
Nella piazza si trova una fontana, eretta nel 1888. Il vaso della fontana in granito di Baveno proviene dal Foro Romano.
Nella piazza si trova anche il monumento al patriota e politico italiano Federico Seismit-Doda (1825–1893), eseguito nel 1919 dallo scultore Eugenio Maccagnani (1852–1930).
Sul lato nord della piazza si trova la chiesa di San Carlo ai Catinari. Fu costruita tra il 1612 e il 1620 su disegni di Rosato Rosati, mentre la facciata in travertino è opera di Giovanni Battista Soria nel 1638.
Sul lato ovest della piazza si trova il Palazzo Santacroce alla Regola, progettato da Francesco Peparelli. La fontana nel cortile del palazzo raffigura la dea Venere in una conchiglia, affiancata da delfini e putti.

## Galleria d'immagini
| - Giardino con nasone. - Monumento a Federico Seismit-Doda. - San Carlo ai Catinari. - Palazzo Santacroce alla Regola. - Ninfeo di Venere del Palazzo Santacroce alla Regola. |